# Nicomedes II da Bitínia
Nicomedes II (? — 127 a.C.) foi um rei da Bitínia, filho e sucessor de Prúsias II e antecessor de Nicomedes III.
Prúsias era detestado por sua crueldade, ou por ter um comportamento efeminado, e enviou seu filho Nicomedes II para Roma, para tentar evitar pagar uma dívida de guerra com Pérgamo. Prúsias II resolveu matar Nicomedes, quando este estava em Roma, para que seus filhos de um segundo casamento o sucedessem. Prúsias enviou Ménas, supostamente para auxiliar Nicomedes, mas com ordens de matá-lo. Os assassinos  contaram o plano a Nicomedes, e disseram para ele se antecipar ao pai.
Durante a guerra entre Prúsias e Nicomedes, o senado romano enviou uma embaixada à Ásia, escolhendo Licínio, que sofria de gota, Mancino, que teve sua cabeça esmagada por um tijolo e teve quase todos os ossos removidos, e Lúcio, um homem sem nenhuma percepção; Catão, líder do senado, comentou que Roma havia enviado uma embaixada sem pé, sem cabeça e sem coração.
Nicomedes retornou à Bitínia, derrubou Prúsias, o exilou e o executou, sem sentir menos culpa do que o pai sentira ao ordenar a morte do filho. Após Nicomedes haver derrotado Prúsias, ele se refugiou no altar de Zeus como suplicante, mas foi morto pelo filho, que assumiu o trono após este ato sacrílego.